# جوکنک
جوکنک، روستایی از توابع بخش مرکزی شهرستان رامهرمز در استان خوزستان ایران است. روستای زیبای جوکنک در ۶ کیلومتری رودزرد و ۲۲ کیلومتری شهرستان رامهرمز قرار دارد. این روستای تاریخی دارای جاذبه‌های گردشگری است، گویش محلی جوکنک گویشی از زبان لری است جوکنک دارای یک پُل یک طرفه به رنگ برنز است.

## جمعیت
این روستا در دهستان حومه‌شرقی قرار دارد و براساس سرشماری مرکز آمار ایران در سال ۱۳۸۵، جمعیت آن ۱۵۲ نفر (۲۴خانوار) بوده است.
شهرستان رامهرمز با ۲۵ کیلومتر مربع مساحت در استان خوزستان واقع شده، که از شمال به بخش رودزرد ماشین، از جنوب به روستای خدیجه، ماماتین، شاردین محدود است. روستای زیبای جوکنک در ۶ کیلومتری رودزرد و ۲۲ کلیومتری شهرستان رامهرمز و ۱۳۰ کیلومتری کلان‌شهر اهواز واقع شده است. کوه آتش (تشکوه) در ۱۲ کیلومتری جوکنک قرار دارد. رودخانهٔ علاء در پهنای شرقی روستا واقع شده است.

### زبان اهالی روستا
از اهالی بومی مسیر این روستا آنان که به جوکنک رفت‌وآمد داشتند زبانشان بیشتر به زبان زیبای لری نزدیک بود و سخن می‌گفتند. در دهکده‌های مسیر این روستا از زمان‌های گذشته، طایفه‌های گوناگون نیز اسکان داده شده‌اند.

### کشاورزی و دامداری
بیشتر مردمان جوکنک کشاورز هستند و در زمین‌های خود برنج (برنج چمپا) و گندم کاشتِ و آنها را داشت و برداشت می‌کنند. اغلب مردم هم با دامداری زندگی خود را میچرخوانند.
رودخانه جوکنک که به نام رود علاء شناخته می‌شود، رودخانه‌ای در روستای جوکنک، شهرستان رامهرمز و استان خوزستان است.
رودخانه جوکنک رودی با قدمت چند هزار ساله هست که از کوه غارون در رشته کوه‌های مانگشت در حدود سرزمین دیشموک سرچشمه می‌گیرد. و پس از طی مسیری، آب سد جره که در منطقهٔ رودزرد ماشین قرار دارد به رود اعلا پیوسته و پس از گذر کردن از حاشیه شرقی روستای جوکنک و سیراب نمودن دشت‌های جوکنک به رامهرمز می‌پیوندد.
جوکنک دارای سه شورا و یک دهیار می‌باشد.
| نام و نام خانوادگی | صمت   |
| ------------------ | ----- |
| حفیظ‌الله مهمدی     | شورا  |
| سید حسین موسوی     | شورا  |
| سعید بهوندی‌کیا     | شورا  |
| هادی رسایی         | دهیار |

روستای جوکنک دارای دو قهرمان ملی ورزشی است.

### سید علی موسوی نور

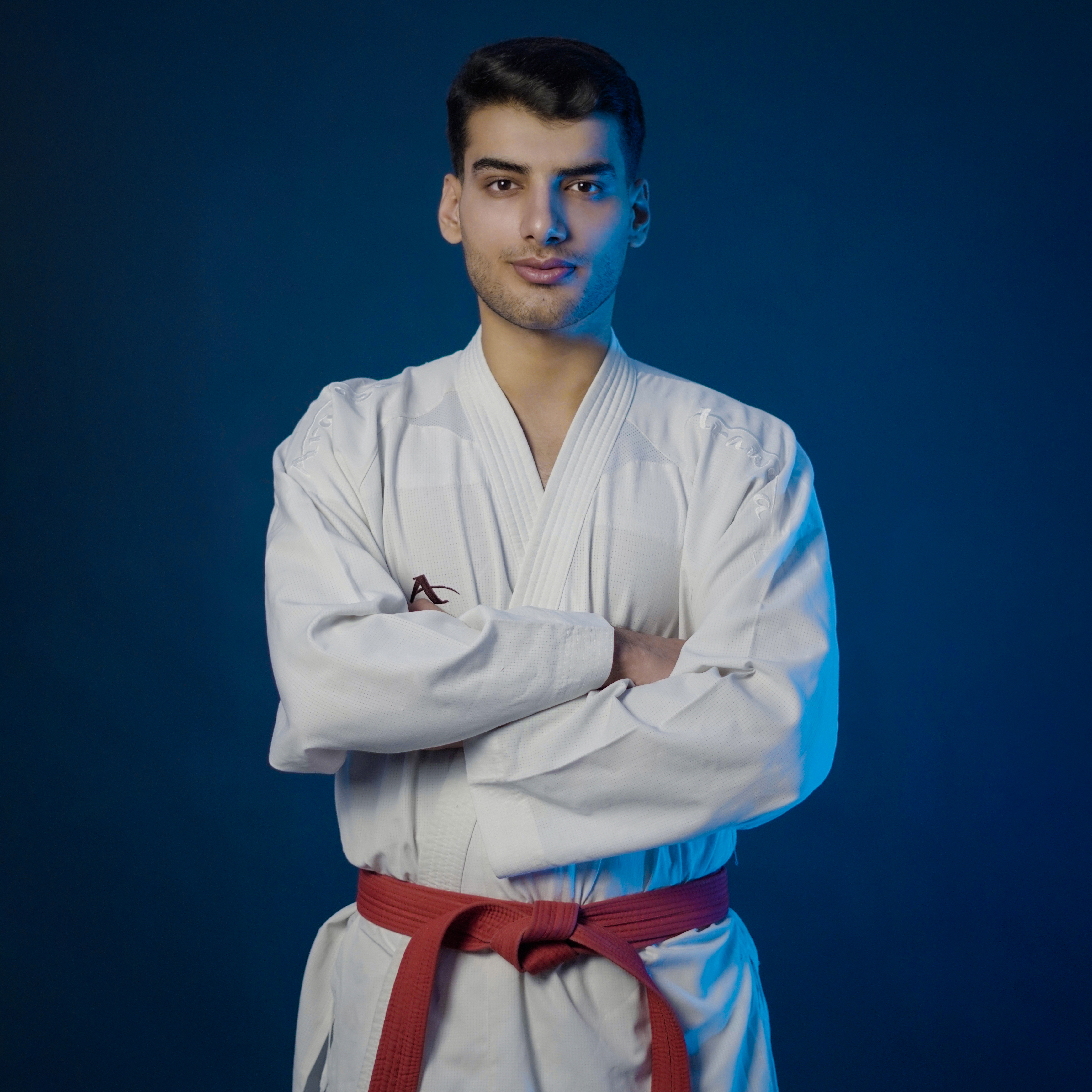
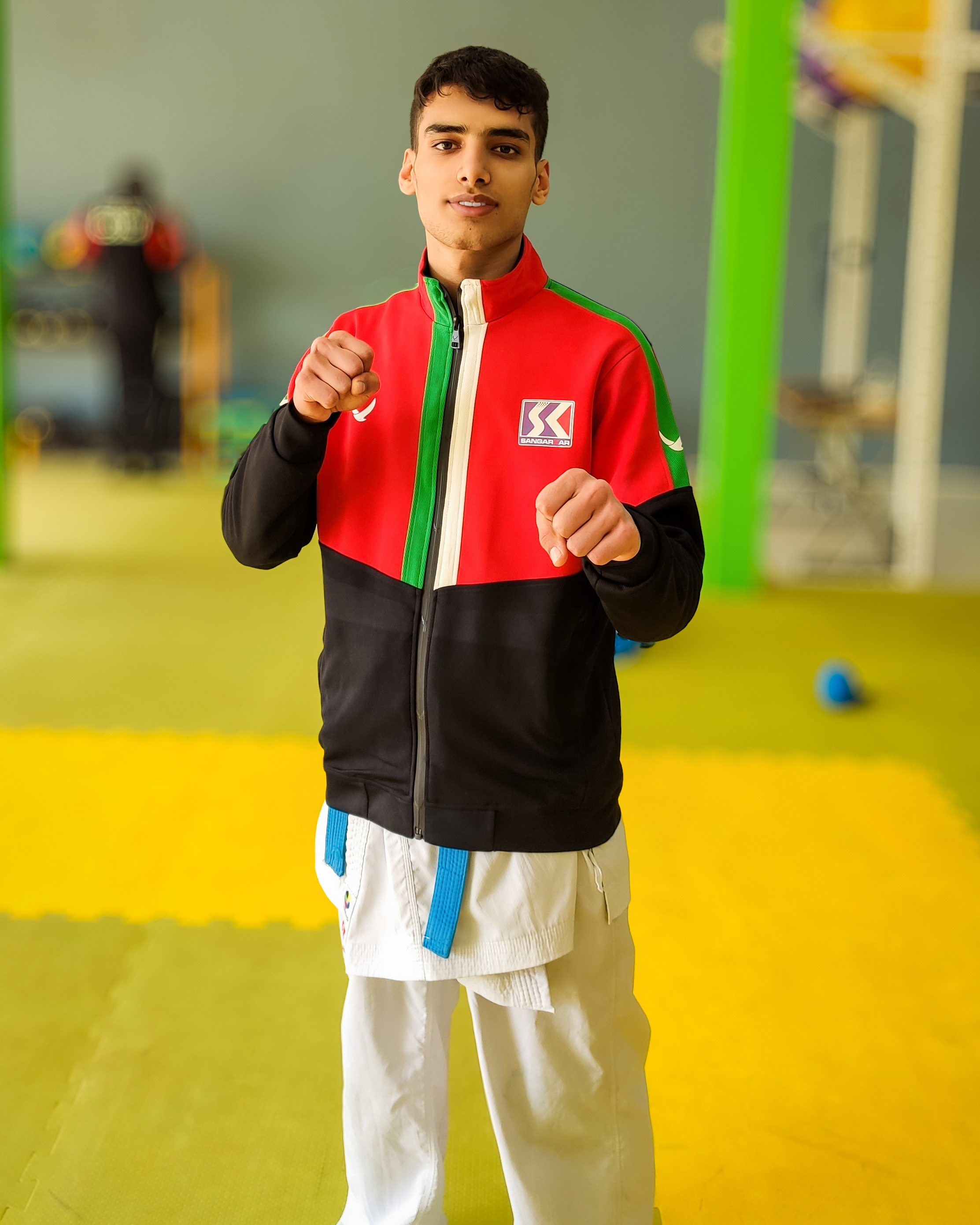

قهرمان مسابقات آسیایی کاراته
قهرمان مسابقات جهانی دو و میدانی (بیماران خاص)
- جوکنک در اینستاگرام
- فیلم‌های جوکنک در آپارات

1. ↑  «تفریح بچه‌های جوکنک».
2. ↑  «ببینید | اولین تصاویر از طغیان رودخانه علا در شرق خوزستان».
3. ↑  «کاراته کار رامهرمزی قهرمان مسابقات آسیایی شد».
4. ↑  «موسوی:حالا نوبت موفقیت در مسابقات کاراته وان ایران است».
5. ↑  «کسب نخستین مدال طلای تاریخ خوزستان در مسابقات پیوند اعضاء جهان/ جایزه ویژه در انتظار موسوی».
6. ↑  «از دستفروشی تا افتخارآفرینی در جهان، با ورزشکار پیوند عضو».

- «نتایج سرشماری عمومی نفوس و مسکن ۱۳۸۵». درگاه ملی آمار ایران. بایگانی‌شده از اصلی در ۱ ژانویه ۲۰۱۳. دریافت‌شده در ۱ ژانویه ۲۰۱۳.